# Никонов, Павел (футболист)
Па́вел А. Никонов (1914 — неизвестно) — советский футболист, полузащитник.
В чемпионате СССР сыграл в составе «Зенита» Ленинград 23 матча в 1938 году, дебютировал 11 мая в домашнем матче первого тура против киевского «Локомотива» (1:2). Не участвовал в двух домашних играх — 23 июня против «Темпа» Баку (0:1, аннулирован) и 10 октября против «Спартака» Москва (0:1).